# Wolfgang Schirmer
Pour les articles homonymes, voir Schirmer.
Wolfgang Schirmer (né le 3 mars 1920 à Berlin et mort le 16 avril 2005 à Woltersdorf) est un chimiste allemand et directeur d'usine de Leunawerke. Son principal domaine de recherche est la chimie physique. Il est candidat au Comité central du SED. 

## Biographie
Wolfgang Schirmer, fils d'un employé commercial, étudie à l'école primaire et au lycée. Après avoir terminé ses études secondaires en 1939, il étudie la chimie, la physique et les sciences naturelles générales à partir de 1939 à l'Université Frédéric-Guillaume de Berlin et à l'Université technique de Berlin. Il travaille ensuite comme employé de la société C. Lorenz à Berlin et est temporairement employé par la Wehrmacht. 
Après la fin de la Seconde Guerre mondiale, il est chercheur à l'Université technique de Berlin, où il obtient son doctorat en 1948 avec une thèse sur la cinétique des réactions chimiques. 
De 1950 à 1953, il a été directeur de l'usine d'azote de Piesteritz. Par la suite, à partir de 1953, il est directeur des travaux de Leuna-Werke "Walter Ulbricht" et la gère d'abord avec le directeur soviétique D. F. Semennikow jusqu'à son transfert à la propriété publique en 1954. Le 28 décembre 1962, il est démis de ses fonctions de directeur des travaux et Siegbert Löschau lui succède. 
Depuis 1954, il est également chargé de cours et depuis 1955 professeur à l'Université technique de chimie de Leuna-Mersebourg. La faculté de mathématiques et sciences naturelles de l'Université Humboldt de Berlin (HUB) l'a habilité en 1954 avec une thèses sur la cinétique de l'azotisation du carbure de calcium en cyanamide de calcium. 
Schirmer devient membre du Parti socialiste unifié d'Allemagne (SED) en 1952 et participe à la deuxième conférence du SED. De 1954 à 1967, il est candidat au Comité central du SED. Wolfgang Schirmer est membre correspondant depuis 1959 et membre titulaire de l'Académie allemande des sciences (DAW) depuis 1961. En 1962, il est nommé directeur adjoint de ce qui allait devenir plus tard l'Institut central de chimie physique de la DAW. De 1964 à fin 1985, il succède à Peter Adolf Thiessen, et Gerhard Öhlmann lui succède début 1986. 
Depuis février 1963, il est également professeur titulaire d'une chaire de technologie chimique à l'Université Humboldt de Berlin (HUB). Son principal domaine de travail en chimie physique est l'adsorption sur des tamis moléculaires. 
À partir du 1er janvier 1963, il est vice-président du Conseil de recherche de la RDA et, à partir de juin 1963, président de la "Commission permanente de l'industrie chimique" du Conseil d'assistance économique mutuelle (CAEM). 
Il prend sa retraite en 1985. Schirmer est membre de la Société Leibniz des sciences de Berlin. 

## Prix
- 1951 : Héros du travail
- 1959 : Ordre du Mérite patriotique en argent et 1960 en or[6]
- 1972 : Prix national de la RDA 2e classe dans un collectif de l'Académie des sciences de la RDA
- 1980 : Bannière du Travail[7]
- 1985 : Ordre du Mérite patriotique en or avec fermoir honorifique[8]